# Cratere Telamon
Telamon è un cratere sulla superficie di Febe.